# マルティン・ランダホ
マルティン・ランダホ（Martín Landajo、1988年6月14日 - ）は、トップ14USAペルピニャンに所属するラグビー選手。

## プロフィール
- アルゼンチン・ブエノスアイレス出身。
- ポジションはスクラムハーフ(SH)、スタンドオフ(SO)。
- 身長 170cm、体重 82kg
- アルゼンチン代表キャップは84(2020年7月現在)でラグビーワールドカップ2015のアルゼンチン代表に選ばれた[1]。

## 略歴
CASI、パンパスXV、ハグアレスを経て、2019年、ハーレクインズに加入。  
2021年、USAペルピニャンに加入。